# Angelo Marchesan
Angelo Marchesan (Ramon, 20 settembre 1859 – Treviso, 22 maggio 1932) è stato un religioso, storico e letterato italiano, canonico e arcidiacono della Cattedrale di Treviso; figura di spicco nell'ambiente culturale trevigiano della sua epoca, è stato bibliotecario della Capitolare e dell'archivio Vescovile di Treviso.

## Biografia
Laureato in Lettere, insegnò dal 1889 al 1931 nel Ginnasio Liceo del Seminario vescovile di Treviso, istituto di cui fu anche preside. Affidò numerosi legati alla Biblioteca del Seminario di Treviso.
Appoggiò l'Opera dei Congressi e, nel 1904 fu eletto al Consiglio Provinciale di Treviso.

## Opere
L'opera più importante del Marchesan è costituita sicuramente dai due volumi di storia trevigiana, tratta da documenti originali e inediti d'archivio, intitolata Treviso medievale, Istituzioni, usi, costumi, aneddoti, curiosità (edita per la prima volta a Treviso nel 1923, L. Gargan ha curato nel 1990 per Atesa, Bologna, la 3ª ristampa anastatica con presentazione e aggiornamento bibliografico).
Tra gli altri scritti di carattere storico si possono ricordare le biografie Pio X nella sua vita e nella sua parola (1904), Gaia da Camino, Della vita e delle Opere di L. Da Ponte (Treviso 1900), Dante a Treviso (Treviso 1900).
Membro dell'Accademia dell'Arcadia con il nome di Alberto d'Isseo, scrisse alcuni volumi di poesia: Goriz (Treviso 1894), Inda (Treviso 1897), Calando le vele e raccogliendo le sartie (Treviso 1910).